# Save the Elephants
Save the Elephants (STE) est une organisation non gouvernementale (ONG) britannique de conservation de la nature créée en septembre 1993 par le zoologiste Iain Douglas-Hamilton. Comme son nom l'indique, elle travaille à la protection des éléphants d'Afrique, notamment contre le braconnage et le commerce illégal de l'ivoire ; son siège est situé à Nairobi, au Kenya. Save the Elephants mène également des programmes de recherche et de suivi des populations d'éléphant, essentiellement dans la réserve nationale de Samburu, au centre du Kenya,.
L'ONG travaille avec le Wildlife Conservation Network.

## Missions
Principalement basée dans la réserve nationale de Samburu, dans la vallée du Grand Rift au Kenya, Save the Elephants mène des études rigoureuses sur les éléphants, y compris la pose de colliers et, plus récemment, des techniques sophistiquées de pistage des éléphants.

### Protection
L'ONG travaille sur trois fronts pour mettre fin au massacre des éléphants : la lutte contre le braconnage et le renforcement des efforts du pays dans ce domaine via un système de suivi par GPS ; la lutte contre le trafic, grâce à des initiatives visant à bousculer les réseaux criminels et à garantir l'application de la loi ; et la réduction de la demande, en partageant avec les principaux pays consommateurs la connaissance les conséquences de l'achat d'ivoire.

### Recherche
Save the Elephants mène des recherches sur le comportement et l'écologie des éléphants et a été le premier acteur à utiliser le suivi radio par GPS en Afrique pour donner un nouvel aperçu de la vie des éléphants. Après plus de 15 ans de surveillance intensive, les éléphants de Samburu sont l'une des populations les mieux étudiées au monde. L'organisation contribue également à la mise en œuvre d'un programme de surveillance de l'abattage illégal des éléphants au niveau des Nations unies et des données scientifiques ont permis de faire évoluer la politique internationale vers un avenir pour l'espèce.

### Sensibilisation
Les éléphants sont des créatures intelligentes avec des niveaux de conscience complexes et l'oNG souhaite attirer l'attention sur ce point. Ils le diffusent au niveau local et international par le biais de films, de publications, d'une bibliothèque informatisée, d'un service d'information, de réseaux sociaux et du site web. Ils impliquent la population locale dans la recherche et l'éducation afin de développer une éthique de la conservation basée sur les connaissances locales et les besoins des éléphants, et reconnaissent que les meilleurs ambassadeurs potentiels des éléphants sont les personnes avec lesquelles ils partagent leurs terres.

### Conflit entre l'Homme et l'éléphant
Au-delà de la crise actuelle du braconnage, il existe une menace plus profonde pour l'avenir des éléphants. L'empreinte humaine s'étend rapidement à travers l'Afrique, alors que les éléphants ont besoin de vastes territoires pour survivre. En comprenant les besoins et les mouvements des éléphants grâce au suivi par GPS, Save the Elephants s'efforce de préserver les couloirs de migration vitaux et de garantir un paysage favorable aux éléphants. 